# Ein Tick anders
Ein Tick anders ist eine deutsche Filmkomödie von Regisseur Andi Rogenhagen aus dem Jahr 2011.

## Handlung
Eva ist 17 Jahre alt und hat ein Problem: Sie leidet unter dem Tourette-Syndrom. Wegen ihrer ständigen Ticks hat sie die Schule abgebrochen und sucht die Einsamkeit im Wald, wo sie sich sicher fühlt.
Ihr Leben gerät allerdings völlig aus den Fugen, als sie dort eine Leiche findet, ihr Vater arbeitslos wird und die Familie nach Berlin umziehen muss. Die Angst vor den Veränderungen zwingt Eva dazu, sich einen Job zu suchen, damit sie sich das Leben in ihrem Heimatort finanzieren kann und nicht mit ihren Eltern in die Großstadt ziehen muss. Da die Suche nach einem Arbeitsplatz wegen ihrer Ticks scheitert, schmiedet sie mit ihrem durchgeknallten Onkel Bernie den Plan, an einem Gesangscasting teilzunehmen.
Der gemeinsam komponierte Song „Arschlicht“ findet nicht die Gunst der Jury. Eva und Bernie haben aber schon einen neuen Plan: Sie erleichtern den gemeinen Sparkassen-Chef Kühne, welcher der Familie den Kredit gekündigt hatte, um einen Koffer voll Schwarzgeld, damit Eva in der Heimat bleiben kann.

## Hintergrund
Gedreht wurde der Film unter dem Arbeitstitel „Johnny Kühlkissen“ vom 27. April bis zum 10. Juni 2010 in der Stadt Marl, die Wohnung für die Innenszenen befindet sich in der Bitterfelder Straße, die Außenszenen spielen in der Leverkusener Straße, beide Straßen gehören zu der Bereitschaftssiedlung in Marl. Das Firmengebäude, in dem der Vater zuletzt gearbeitet hat, sind die beiden Rathaustürme von Marl. Die Wohnung des Onkels befindet sich in Marl-Hüls in der Viktoriastraße 2. Wenige Szenen wurden auch in Osnabrück gedreht. Das Schloss Herten diente ebenfalls als Kulisse für die Anfangsszene. Für das Szenenbild war der Künstler Peter Menne verantwortlich.
Finanziert wurde der von Wüste Film produzierte Film von der Filmförderung Hamburg Schleswig-Holstein, der Filmstiftung Nordrhein-Westfalen, dem Deutschen Filmförderfonds und Nordmedia.
Am 4. Juli 2011 wurde der Film als Kinopremiere im Theater Marl gezeigt. Seine Hamburg-Premiere feierte Ein Tick anders am 5. Juli 2011 im Abaton-Kino. Bereits davor war der Film auf Filmfestivals zu sehen. Der Film kam am 7. Juli 2011 in die deutschen Kinos und am 24. Januar 2014 auf ARTE im deutschen Fernsehen. In der ARD wurde er am 3. Juli 2014 (22.45 Uhr) wiederholt.

## Kritik
„Die zwischen Kinder-, Jugend- und Erwachsenenfilm schwankende Inszenierung weiß die Protagonisten zwar skurril zu porträtieren, verengt den Blick auf das ‚Tourette‘-Syndrom aber allzu sehr auf eine Aneinanderreihung obszöner Wortschwalle. Während sich die Dramaturgie oft in Nebensträngen verliert, berühren die erfrischenden Darsteller und die poesievolle Kamera.“

## Festivals
- Filmkunstfest Mecklenburg-Vorpommern 2012: Wettbewerb[4]
- Shanghai International Film Festival (SIFF) 2011: Wettbewerb[5]
- Internationales Filmfest Emden-Norderney 2011: Wettbewerb[6]
- Festival des deutschen Films 2011, in der Reihe Lichtblicke, d. h. außerhalb des Wettbewerbs[7]
- Kinofest Lünen 2011: Wettbewerb[8]

## Auszeichnungen
- Filmkunstfest Mecklenburg-Vorpommern 2011: Nachwuchsdarstellerpreis für Jasna Fritzi Bauer[9]
- Publikumspreis des Festival des deutschen Films 2011[10]
- Kinofest Lünen 2011: RuhrPott Leserfilmpreis[8]
- New Faces Award der Zeitschrift Bunte für Jasna Fritzi Bauer als beste Nachwuchsdarstellerin
- Vornominierung für den 1. Filmpreis für Tongestaltung für Bernd Hackmann, Kai Storck und Richard Borowski